# Añá (mitología guaraní)
Aña es la principal figura maligna de la mitología guaraní.

## Comparación
Asemejado al diablo o satanás producto del sincretismo, sin embargo reconoce un origen muy distinto al satanás de la tradición judeocristiana y que fuera introducida por los primeros evangelizadores españoles en los territorios de las Misiones jesuíticas guaraníes, por los misioneros jesuitas en sus reducciones para enseñar el Cateclismo dentro de las Reducciones, a fin de que los nativos guaraníes comprendieran con más facilidad las enseñanzas cristianas.
- Datos: Q5715488